# Park stanowy Ahjumawi Lava Springs

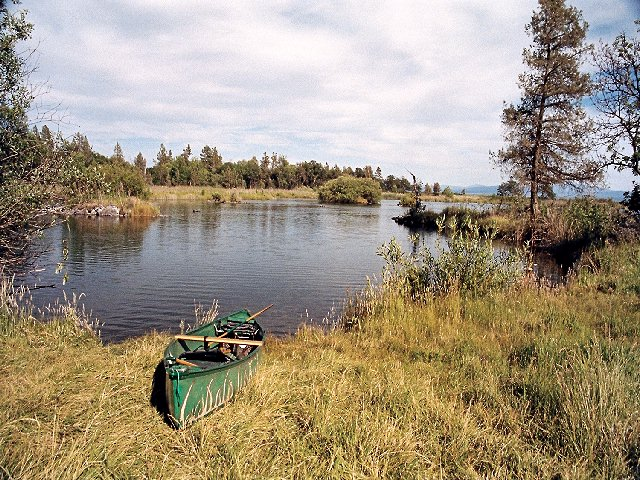
Widok na jezioro Big Lake

Park stanowy Ahjumawi Lava Springs (ang. Ahjumawi Lava Springs State Park; dosłownie pol. Park stanowy źródła lawy Ahjumawi) – park stanowy w amerykańskim stanie Kalifornia. Zajmuje teren o powierzchni 24 km² (5 930 akrów) leżący na terenie hrabstwa Shasta. 
Park znany jest ze swojej dzikości nienaruszonej przez człowieka, pozostałości lawy i olbrzymich bloków bazaltu, nie ma do niego dojazdu, a można  dostać się tylko łodzią. Wraz z jeziorem Big Lake oraz rzekami Tule River, Ja-She Creek, Lava Creek i Fall River tworzą najbogatszy system słodkiej wody w tym rejonie.